# Система (посёлок)
Система — посёлок в Карталинском районе Челябинской области России. Входит в состав Анненского сельского поселения.

## География
Через посёлок протекает река Караталы. Недалеко находиться остановочный пункт Система Южно-Уральской железной дороги. Ближайший населённый пункт: посёлок Мочаги. Расстояние до районного центра города Карталы 26 километров.

## Население
| 2002 | 2010 |
| ---- | ---- |
| 37   | ↘28  |

## Улицы
- Железнодорожная.